# Łowicz
Łowicz [uovič] je polské okresní město (powiat łowicki) v Lodžském vojvodství. Nachází se asi 60 km jižně od Lodže na řece Bzura. Město bylo založeno v roce 1136. Počet obyvatel v roce 2011 byl 29 770. Rozloha města činí 23 km².

## Partnerská města
- Colditz, Německo
- Lubliniec, Polsko
- Šalčininkai, Litva
- Reda, Polsko
- Cheektowaga, Spojené státy americké
- Saluzzo, Itálie
- Montoire-sur-le-Loir, Francie
- Stupava, Česko
- Šepetivka, Ukrajina

## Památky
- Katedrální bazilika Nanebevzetí Panny Marie a svatého Mikuláše (Łowicz)